# بوريس غولدستاين
بوريس غولدستاين (بالإسبانية: Boris Goldstein)‏ هو مصارع رياضي أرجنتيني، ولد في 4 سبتمبر 1966.

## وصلات خارجية
- بوريس غولدستاين على موقع أوليمبيديا (الإنجليزية)